# Žabiče
Žabiče (nemško Froschendorf) je naselje v Občini Grabštanj v Okraju Celovec-dežela na Koroškem v Avstriji.